# Félix Sánchez Bas
Félix Sánchez Bas (né le 13 décembre 1975 à Barcelone) est un entraîneur de football espagnol

## Biographie
Il dirige l'équipe du Qatar à compter de juillet 2017. Avec cette équipe, il dispute la Coupe d'Asie des nations 2019 organisée aux Émirats arabes unis. Le Qatar remporte le tournoi en battant le Japon en finale.
Il est le sélectionneur de la formation qatarie lors de la Coupe du monde de football 2022.
Il est nommé sélectionneur de l'Équateur en mars 2023.

## Palmarès
- Championnat d'Asie des moins de 19 ans
  - Vainqueur en 2014

- Coupe d'Asie des nations de football
  - Vainqueur en 2019